# Jordanstorp (naturreservat)
Jordanstorp är ett naturreservat i Jönköpings kommun i Småland.
Området är skyddat sedan 1999 och är 16 hektar stort. Det är beläget öster om Gränna, norr om sjön Bunn och består mest av våtmarker, gammelskog, gölar och vattendrag.

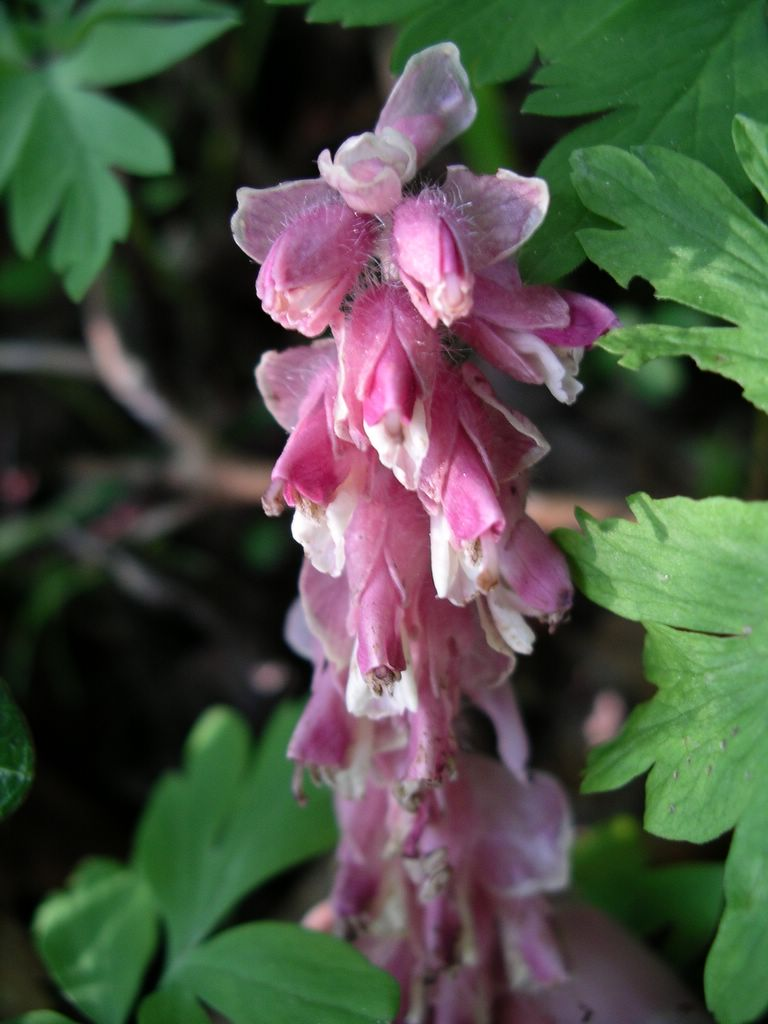
Vätteros

Naturreservatet är en urskogsliknande gammal barrblandskog. I branterna växer också en del lövträd som asp, ek och björk.
Området har betydelse för djur- och växtarter knutna till gamla grova träd. Flera hotade och sällsynta skalbaggar har hittats i området. Moss- och lavfloran är rik med många hotade arter. Vid inventeringar har bland annat hittats norrlandslav, liten spiklav, lunglav, skrovellav, skuggblåslav, skinnlav och västlig hakmossa. På marken växer örter som trolldruva, vätteros, blåsippa och vårärt.